# Vogtländisches Freilichtmuseum Landwüst

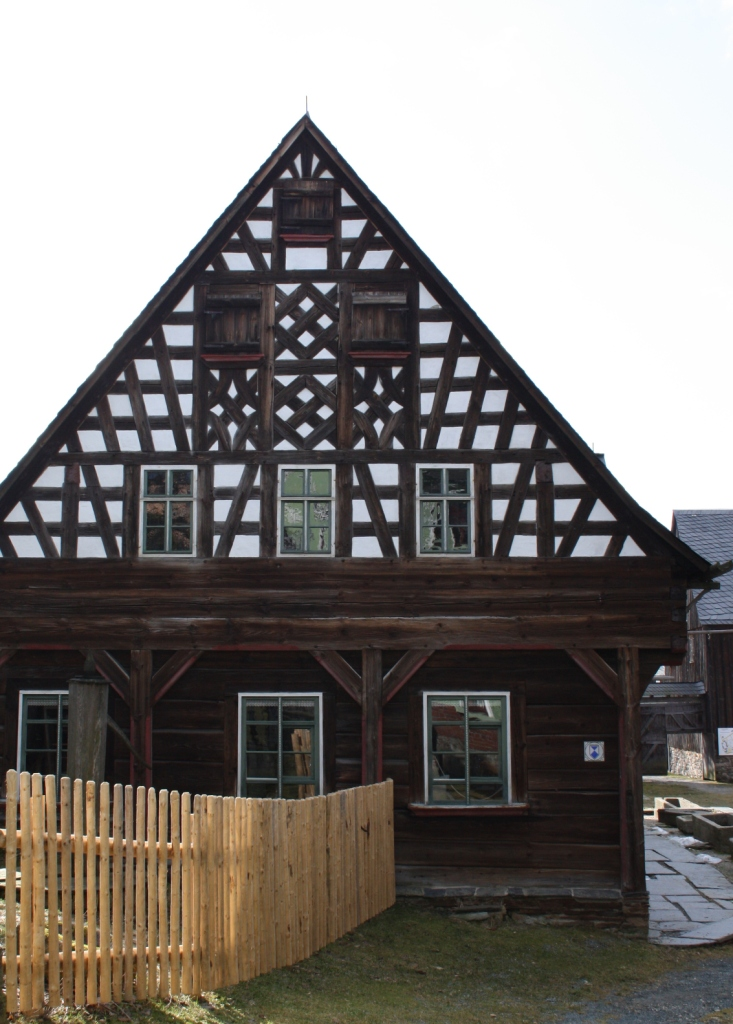
Fachwerkgiebel des Hauses Johann Georg Wunderlich mit Egerländer Einflüssen

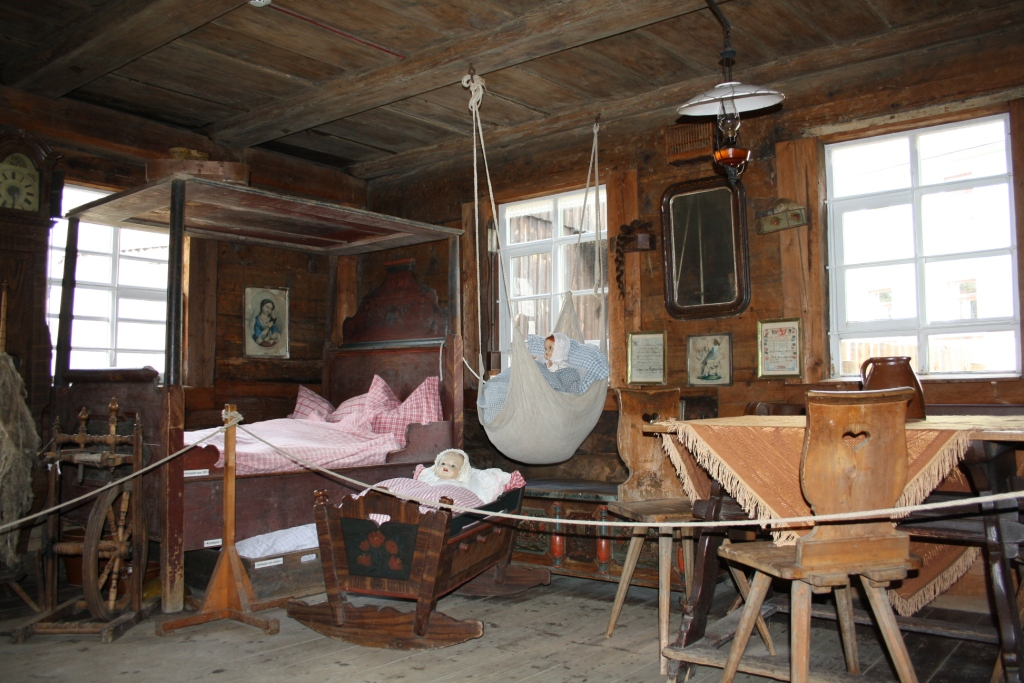
Einrichtung aus der Zeit der Museumsgründung

Das Vogtländische Freilichtmuseum Landwüst befindet sich im Ortsteil Landwüst der Stadt Markneukirchen. Es liegt damit im südlichsten Zipfel des Freistaates Sachsen im Dreiländereck Sachsen-Bayern-Tschechien. Träger des Museums ist die Vogtland Kultur GmbH in Reichenbach im Vogtland.
1961 als Museum für bäuerliche Arbeitsgeräte gegründet, zeigt es inzwischen auf einer Fläche von etwa 2,5 Hektar anhand historischer Gebäude, seltener Sammlungsobjekte sowie typischer Tier- und Pflanzenprodukte, wie vogtländische Bauernfamilien ab Ende des 18. Jahrhunderts lebten und arbeiteten.

## Geschichte
Der Landwüster Genossenschaftsbauer Walter Wunderlich von der LPG „Frohe Zukunft“ hatte sich im Frühjahr 1957 zur Führung der Ortschronik bereiterklärt. Er befasste sich dabei mit der Sammlung von mündlichen sowie schriftlichen Zeugnissen zur Entwicklung des Dorfes und begann sich mit heimatkundlicher Literatur zu befassen. Auf diese Weise kam er mit dem Markneukirchner Museum in Kontakt, dessen Leiter ihn förderte und den Weg zu weiteren Archiven öffnete. Hierbei erkannte Walter Wunderlich den dokumentarischen Wert historischer Gebrauchsgegenstände und landtechnischer Geräte sowie deren bedrohlicher Verfall oder Verlust durch verbreitete Unkenntnis. Diese Objekte und Belege für das „alte“ bäuerliche Leben waren durch fortschreitende Industrialisierung und Vergenossenschaftlichung der Landwirtschaft in der DDR überflüssig geworden und fanden sich nun in Scheunen, auf Dachböden und in Kellern. Er trug innerhalb von fünf Jahren im Vogtland eine große Zahl von Zeugnissen der landwirtschaftlichen Erwerbstätigkeiten zusammen.
Am 16. Juli 1961 kam es als Folge seiner Sammeltätigkeit im Gebäude der damaligen Landwüster Konsum-Verkaufsstelle (Landwüst Nr. 13) zur Eröffnung eines ländlichen Heimatmuseums, das erste dieser Art im damaligen Bezirk Karl-Marx-Stadt. Die Eröffnung wurde im Kulturraum des Gemeindeamtes mit einer Feierlichkeit begangen. Die Sammlung umfasste zu dieser Zeit bereits Geräte zur Bodenbearbeitung und Feldbestellung, Hausrat der bäuerlichen Familien sowie nahezu alle Werkzeuge und Instrumente für die typischen Arbeitsvorgänge eines traditionellen, kleinen Landwirtschafts- und häuslichen Erwerbsbetriebes. Zu den Sammlungsstücken zählten auch Objekte und Hilfsmittel der handwerklichen Textilherstellung, darunter ein Webstuhl von 1792; aber auch Geräte zur Harzgewinnung im Walde. Der Sammlungsumfang war bereits so groß, dass um 1967 ein aus dem Jahre 1782 stammendes Egerländer Bauernhaus (Landwüst Nr. 48) im Ort unter Denkmalschutz gestellt wurde. Die fachspezifische Vorbereitung auf die künftige museale Nutzung des Gebäudes lag in Verantwortung des Instituts für Denkmalpflege der Deutschen Akademie der Wissenschaften zu Berlin, die den Architekten Johannes Höra aus Bad Elster mit den notwendigen Planungen zur Errichtung der Museumsstätte beauftragt hatte.
1968 wurde im Haus des Johann Georg Wunderlich das Bauernmuseum Landwüst eröffnet. Seit den 1970er Jahren entwickelte sich mit der Gebäudegruppe im Kern das heutige Freilichtareal.

## Gebäude/Höfe
Ein großer Teil der Wohn- und Wirtschaftsgebäude des Museums ist in situ erhalten, es wurden also an ihrem Erbauungsort bestehende Häuser umgenutzt. Rund 20 zum Großteil den Besuchern zugängliche Gebäude bilden vier Höfe mit Wohnstallhäusern, zugehörigen Scheunen und Remisen. Dazu kommen eine Viehwaage, ein Back- und ein Bienenhaus sowie die kultur.tenne als Ausstellungs- und Veranstaltungsscheune.

## Siehe auch

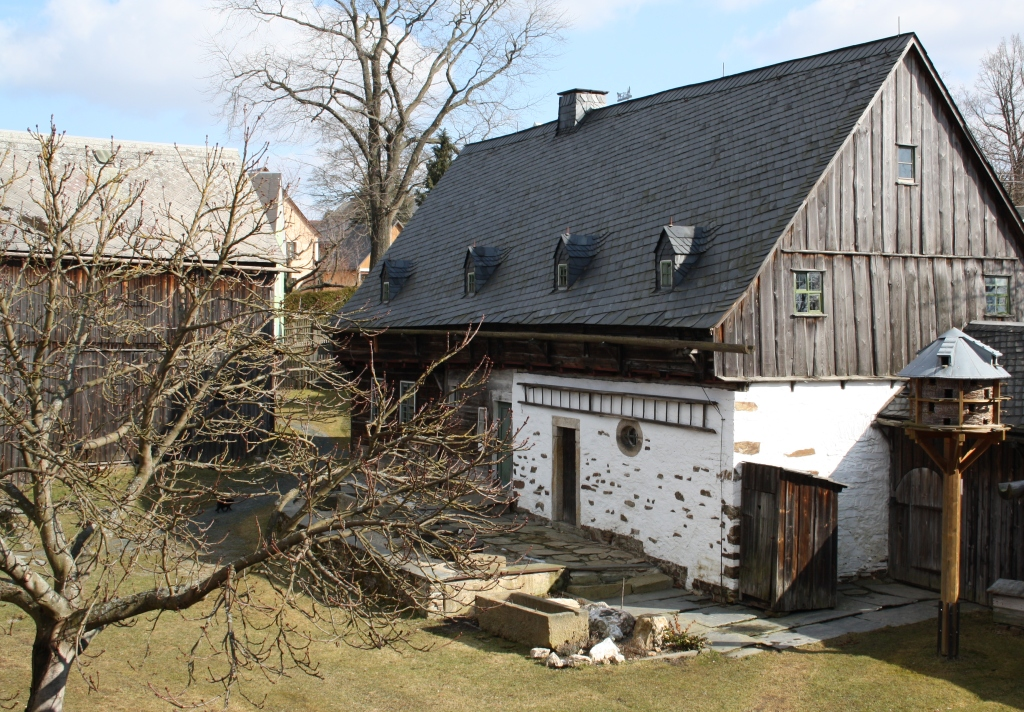
Hof 2 mit Blick auf das Wohnstallhaus und den Taubenschlag

## Sammlung
Das Vogtländische Freilichtmuseum Landwüst sammelt materielle Sachzeugnisse, die aus dem Vogtland stammen und die Arbeits- und Lebensweise der regionalen Bevölkerung repräsentieren. Mit seinen reichhaltigen Sammlungen spiegelt es die bäuerlich-ländliche Alltagskultur im Vogtland des späten 18. bis Mitte des 20. Jahrhunderts wider. Sammlungsschwerpunkte bilden die Bereiche Landwirtschaft, Landtechnik, Imkerei, Möbel, Hausrat und Handwerk.